# Enciclopédia das línguas Arawak
A Enciclopédia das línguas Arawak é uma enciclopédia das línguas Arawak publicada pela Editora CRV.

## História
Sua primeira edição foi publicada pela Editora CRV em 2020, em Curitiba, Brasil e teve como autor o professor Henri Ramirez.

## Os volumes
- Volume 1: Uma gramática do baniwa do Içana[1]
- Volume 2: O subgrupo Japurá-Colômbia (JC)[2]
- Volume 3: Os outros subgrupos Arawak[3]
  - Capítulo 1: O subgrupo Central
  - Capítulo 2: O subgrupo Médio Rio Negro e o subgrupo Alto Orinoco
  - Capítulo 3: O subgrupo Amazonas-Antilhas
  - Capítulo 4: O chamicuro-amuesha
  - Capítulo 5: O subgrupo Bolívia (Achane)
  - Capítulo 6: O subgrupo Purus; o subgrupo Kampa (pré-andino); o subgrupo Xaray-Xingu e o palikur
- Volume 4: Bancos de dados[4]
  - Anexo I: Dicionário Etimológico de Japurá-Colômbia (arawak)
  - Anexo II: Listas de vocabulário arawak